# Лаш, Вильгельм
Вильгельм Готтфрид Лаш (нем. Wilhelm Gottfried Lasch; 1787—1863) — немецкий ботаник и миколог.

## Биография
Вильгельм Лаш родился 28 января 1787 года в городе Берлин в Германии. Работал аптекарем в Берлине, Дрездене и Нойбранденбурге. В 1814 году Лаш стал хозяином собственной аптеки в Дризене (ныне Дрезденко, Польша). После 10 лет работы в Дризене, в 1824 году, Вильгельм Лаш решил посвятить свою жизнь ботанике. Он исследовал флору сосудистых растений Дризена, издал несколько публикаций в журнале Linnaea. Также Лаш принимал участие в создании работы Юлиуса Мильде Die Gefäßkryptogamen Schlesiens, посвящённой тайнобрачным растениям Силезии. Лаш издал несколько публикаций в журнале Рабенхорста Centralbatt für Deutschland и в Botanischen Zeitung. В 1862 году в журнале Verhandlungen des botanischen Vereins der Provinz Brandenburg была издана работа Лаша, посвящённая систематике рода Коровяк. Вильгельм передал гербарные образцы грибов в гербарий Клоцша. Вильгельм Готтфрид Лаш скончался 1 июля 1863 года в Дризене.

## Растения и грибы, названные в честь В. Лаша
- Favolaschia (Pat.) Pat. 1895
- Laschia Fr., 1830 [syn.  Auricularia Bull. ex Juss., 1789]
- Laschia Jungh., 1838, nom. illeg. [syn.  Junghuhnia Corda, 1842]
- Agaricus laschii Fr., 1838
- Belonidium laschii Rehm, 1891
- Diaporthe laschii Nitschke, 1870
- Dicaeoma laschii Kuntze, 1898
- Dryopteris ×laschii E.Walter, 1939
- Epilobium ×laschianum Hausskn., 1884
- Hieracium ×laschianum Thuem., 1858
- Hieracium laschii Zahn, 1923
- Hypericum ×laschii A.Fröhl., 1914
- Puccinia laschii Lagerh., 1895
- Rubus laschii Focke, 1877
- Typhula laschii Rabenh., 1849
- Valsa laschii Nitschke, 1870